# Johnson megye (Tennessee)
Johnson megye az Amerikai Egyesült Államokban, azon belül Tennessee államban található. Megyeszékhelye és legnagyobb városa Mountain City. Lakosainak száma 17 948 fő (2020. április 1.). Johnson megye Ashe, Avery, Washington, Grayson, Watauga, Carter és Sullivan megyékkel határos.

## Népesség
A megye népességének változása:
| Lakosok száma | 18 284 | 18 221 | 18 107 | 17 977 | 17 830 | 17 948 |
|               | 2010   | 2011   | 2012   | 2013   | 2015   | 2020   |